# 8412 Zhaozhongxian
8412 Zhaozhongxian este o planetă minoră (asteroid) din centura de asteroizi. A fost descoperită pe 7 octombrie 1996 la  de  și a fost numită după Zhao Zhongxian⁠(d). 
Obiectul prezintă o orbită caracterizată de o semiaxă mare de 2,3829653 UAi, o excentricitate de 0,19, o înclinație de 2,21675 ° în raport cu ecliptica.